# نیل اوتلی
نیل اوتلی (انگلیسی: Neil Oatley؛ زادهٔ ۱۲ ژوئن ۱۹۵۴) مدیر طراحی و توسعه در تیم‌های مسابقات فرمول یک است.
اوتلی در سال ۱۹۷۶ در رشتهٔ مهندسی خودرو از دانشگاه لافبورو فارغ‌التحصیل شد. او پیش از پیوستن به تیم ویلیامز در سال ۱۹۷۷، به‌طور مختصر خارج از حیطهٔ مسابقات موتوری فعالیت داشت. او در تیم ویلیامز به جمع مهندسین جوان پرشماری که در ابتدای دوران فعالیت حرفه‌ای خود و پیش از منتقل شدن به سازمان‌های دیگر، در کنار پاتریک هد فعالیت کرده‌بودند، پیوست. اوتلی پیش از آنکه به سمت مهندس مسابقه برای کلی رگاتزونی و کارلوس روتمان منصوب شود، به‌عنوان نقشه‌کش فعالیت می‌کرد.
اوتلی در سال ۱۹۸۴ توسط کارل هاس برای کار بر روی پروژهٔ فورس اف۱ استخدام شد؛ اما با توجه به نتایج ضعیف کسب‌شده، این تیم در فصل ۱۹۸۶ از مسابقات کنار کشید.
اوتلی مدت کوتاهی پس از ترک فورس، به تیم مک‌لارن پیوست و در ادارهٔ طراحی در کنار جان برنارد مشغول به کار شد. برنارد خیلی زود با گوردون موری—که شاسی ام‌پی۴/۴ طراحی‌شده توسط او مجوعهٔ تقریباً کاملی از پیروزی‌ها را در فصل ۱۹۸۸ کسب کرده‌بود—جایگزین شد و در زمانی که موری نیز به پروژهٔ جدید خودروهای جاده‌ای مک‌لارن منتقل شد، نیل اوتلی جایگاه طراح ارشد را از آن خود کرد و خودروهای طراحی‌شده توسط او در فصل‌های ۱۹۸۹، ۱۹۹۰، ۱۹۹۱، ۱۹۹۸ و ۱۹۹۹ موفق به کسب مقام قهرمانی شدند.
اوتلی تا سال ۲۰۰۳ به‌عنوان طراح ارشد در مک‌لارن مشغول به کار بود و پس از آن به مقام مدیر عامل مهندسی منصوب شد.